# دومينغوس لايت بيريرا
دومينغوس لايت بيريرا هو وزير وسياسي برتغالي، ولد في 19 سبتمبر 1882 في براغا في البرتغال، وتوفي في 27 أكتوبر 1956 في بورتو في البرتغال. نشط حزبياً في Democratic Party (Portugal) ‏. وقد انتخب وزير الخارجية ‏.